# Karim Bageri
Karim Bagheri (per. کريم باقری, ur. 24 lutego 1974 w Tabrizie) – piłkarz irański grający na pozycji ofensywnego pomocnika.

## Kariera klubowa
Bagheri pochodzi z miasta Tebriz. Tam też rozpoczął piłkarską karierę w klubie Teraktor Sazi Tebriz. W 1992 roku zadebiutował w jego barwach lidze irańskiej i grał tam przez dwa sezony. W 1994 roku został zawodnikiem nieistniejącego już klubu Keszawarz Teheran, wywodzącego się ze stolicy kraju, Teheranu. Tam był jednym z czołowych zawodników obok Mehrdada Minawanda oraz Sirousa Gajegrana. W 1996 roku przeszedł do innego stołecznego klubu, Persepolis Teheran. Grał w nim przez jeden rok i wywalczył swoje pierwsze w karierze mistrzostwo Iranu.
Latem 1997 roku Bageri wyjechał do Europy i trafił do niemieckiej Arminii Bielefeld. Jednocześnie stał się trzecim obok Alego Daeiego i Chodadada Aziziego Irańczykiem w Bundeslidze. W niej zadebiutował 5 sierpnia w wygranym 2:1 wyjazdowym spotkaniu z VfB Stuttgart. Natomiast 20 grudnia w meczu z Karlsruher SC (2:1) zdobył pierwszego gola na niemieckich boiskach. W całym sezonie 1997/1998 strzelił 3 gole, ale Arminia spadła do drugiej ligi. W następnym Karim pełnił rolę libero i pomógł klubowi w powrocie do ekstraklasy. W Arminii grał jeszcze przez rundę jesienną sezonu 1999/2000.
Na wiosnę 2000 roku Bageri wrócił do Iranu, do Persepolis, ale został sprzedany do Al-Nasr Sports Club ze Zjednoczonych Emiratów Arabskich. Latem odszedł do angielskiego Charltonu Athletic za 400 tysięcy funtów. Nie znalazł jednak uznania w oczach menedżera Alana Curbishleya i rozegrał zaledwie jedno spotkanie w Premiership. Dlatego też w 2001 roku wyjechał do katarskiego Al-Sadd i przez dwa sezony występował na boiskach Q-League.
W 2003 roku Bageri znów został zawodnikiem Persepolis. W 2006 roku dotarł z nim do finału Pucharu Hazfi, czyli Pucharu Iranu, a rok później zajął 3. miejsce w irańskiej lidze. Z kolei w sezonie 2007/2008 wywalczył tytuł mistrza kraju, pierwszy dla Persepolis od 2002 roku. W 2010 roku zakończył karierę.

## Kariera reprezentacyjna
W reprezentacji Iranu Bageri zadebiutował 6 czerwca 1993 roku w wygranym 5:0 spotkaniu z Pakistanem. 2 czerwca 1997 roku w meczu eliminacji do Mistrzostw Świata we Francji z Malediwami (17:0) zdobył siedem goli i wyrównał rekord Australijczyka Gary'ego Cole'a z 1981. Rekord ten został pobity w 2001 roku przez innego gracza z Australii, Archiego Thompsona (13 bramek). W listopadzie 1997 roku zdobył dwa gole w barażach o awans na Mundial we Francji z Australią, mające wpływ na awans Iranu na ten turniej. W 1998 roku został powołany przez Dżalala Talebiego do kadry na mistrzostwa świata. Tam był podstawowym zawodnikiem Iranu i wystąpił we wszystkich trzech grupowych spotkaniach: przegranych 0:1 z Jugosławią oraz 0:2 z Niemcami, a także wygranym 2:1 ze Stanami Zjednoczonymi. W reprezentacji grał do 2001 roku, a łącznie zagrał w niej 80 razy i strzelił 47 goli.